# 中國昊華化工集團
中國昊華化工集團股份有限公司，簡稱中國昊華化工集團股份、中國昊華化工集團、中國昊華化工，以及昊華化工（英語：China Haohua Chemical Group Company Limited），中國化工集團公司旗下公司，於1992年成立前身為「中國昊華化工（集團）總公司」，也就是由中国化工建设总公司、中国化工供销总公司、中国化学工程总公司、中国化工装备总公司、南京化工廠，以及中国化工新材料总公司組成而設，2005年被中國化工集團公司收購後更名，主要業務以基础化学品生产重點，包括烧碱、聚氯乙烯、尿素、甲醇、醋酸等產品。
董事長兼總經理為胡冬晨。
旗下企業包括：湖南益阳橡胶机械集团公司、桂林橡胶机械厂、河北中意玻璃钢公司、山西原平化工集团公司、四平联化、河南宇航化工公司、自贡鸿鹤化工公司、河南骏马化工集团、新疆中泰化学股份有限公司、黑龙江黑化集团股份有限公司、湖南省湘维有限公司等企業，有3家上市公司。至於收購活動是在1992年開始。